# Mascaraàs-Haron
Mascaraàs-Haron település Franciaországban, Pyrénées-Atlantiques megyében. Lakosainak száma 112 fő (2022. január 1.). Mascaraàs-Haron Baliracq-Maumusson, Burosse-Mendousse, Castetpugon, Portet, Saint-Jean-Poudge, Tadousse-Ussau és Taron-Sadirac-Viellenave községekkel határos.

## Népesség
A település népességének változása:
| Lakosok száma | 129  | 128  | 127  | 126  | 123  | 120  | 116  | 112  |
|               | 2013 | 2015 | 2017 | 2018 | 2019 | 2020 | 2021 | 2022 |